# Bear's Den (ban nhạc)
Bear's Den là một ban nhạc rock dân gian Anh đến từ London, được thành lập vào năm 2012. Ban nhạc bao gồm Andrew Davie (hát chính, guitar điện, guitar acoustic) và Kevin Jones (vocal, trống, bass, guitar). Joey Haynes (vocal, banjo, guitar) rời nhóm vào đầu năm 2016. Trong tour diễn 2016/2017 ở châu Âu và Bắc Mỹ, Joey được thay thế bởi nghệ sĩ người Hà Lan Christof van der Ven, không phải là thành viên chính thức mà là một nhạc sĩ định kỳ.
Bear's Den đã phát hành ba album phòng thu: Islands (2014), album phòng thu thứ hai của họ Red Earth & Pouring Rain được phát hành vào ngày 22 tháng 7 năm 2016 và So that you might hear me vào ngày 26 tháng 4 năm 2019. Islands đạt vị trí thứ 49 trên Bảng xếp hạng Album của Vương quốc Anh. Ban nhạc cũng đã phát hành hai EP: Agape (2013) và Without/Within (2013). Album thứ ba của họ, So that you might hear me phát hành vào ngày 26 tháng 4 năm 2019.

Ban nhạc đã nhận được một vài đề cử âm nhạc trong sự nghiệp, và với "Above the Clouds of Pompeii", ban nhạc đã nhận được đề cử Giải thưởng Ivor Novello cho Ca khúc hay nhất về mặt âm nhạc và lời nhạc năm 2015. Ban nhạc đã nhận được hai đề cử tại UK Americana Awards năm 2016, Nghệ sĩ của năm và Ca khúc của năm cho "Agape".

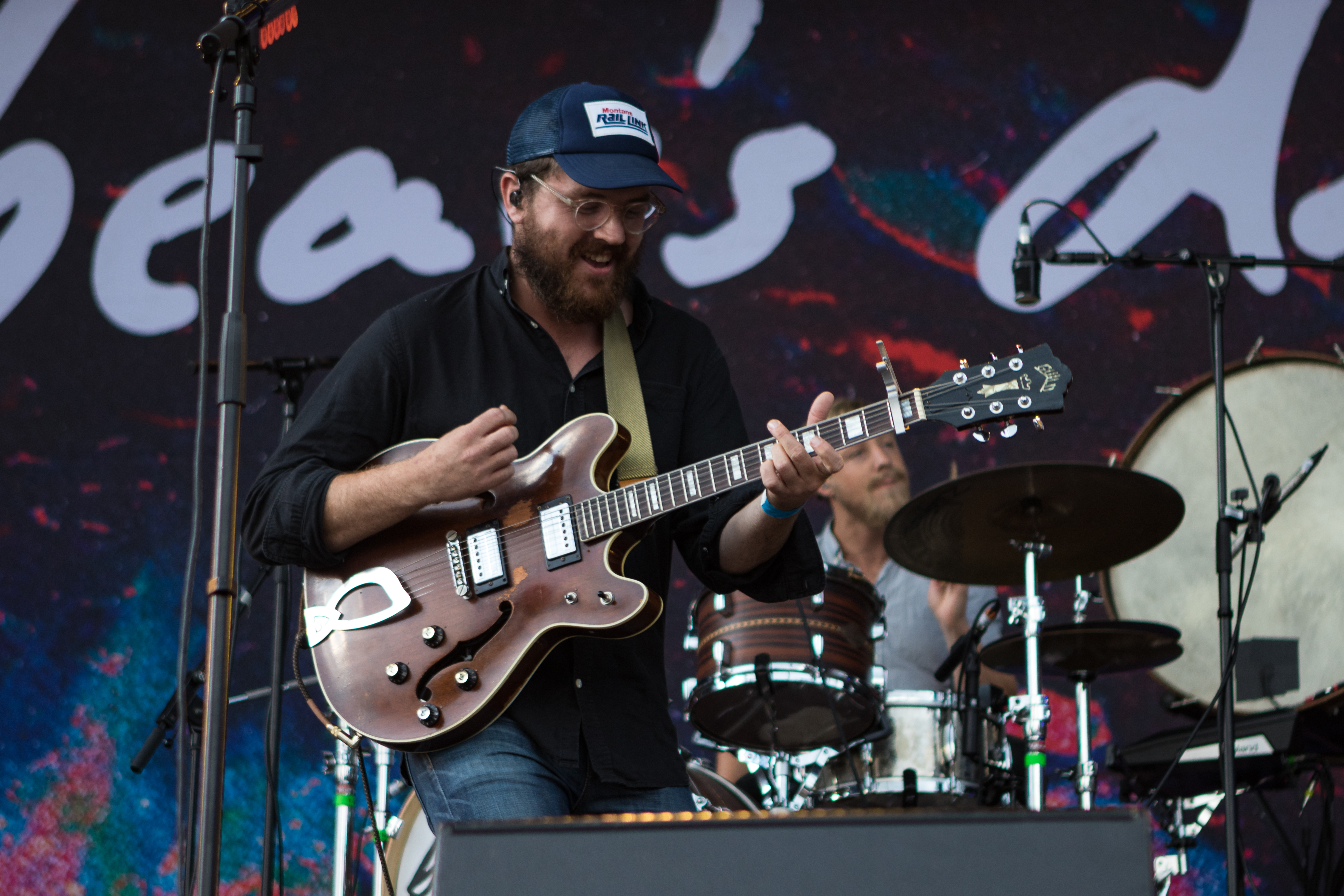
Andrew Davie
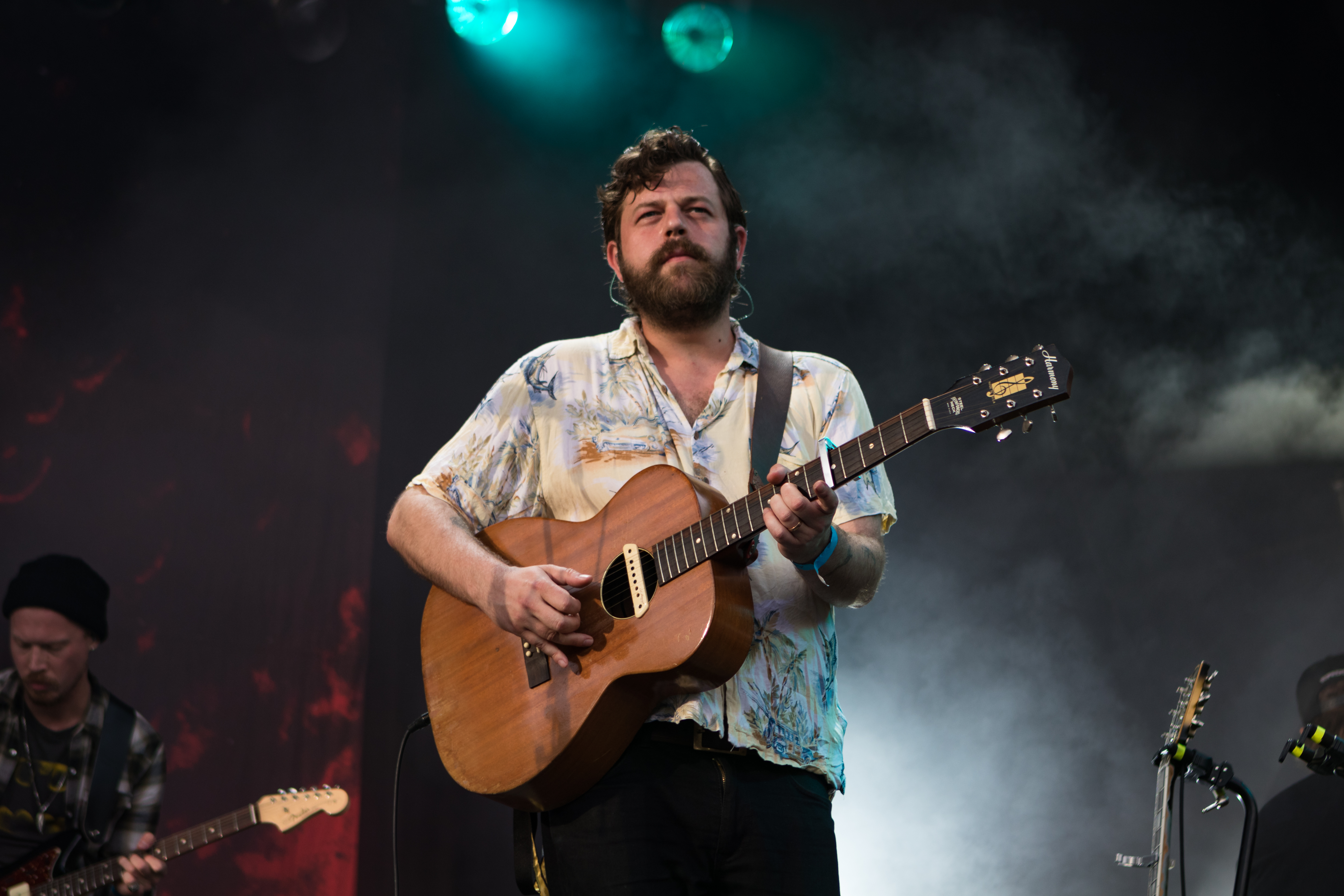
Kevin Jones
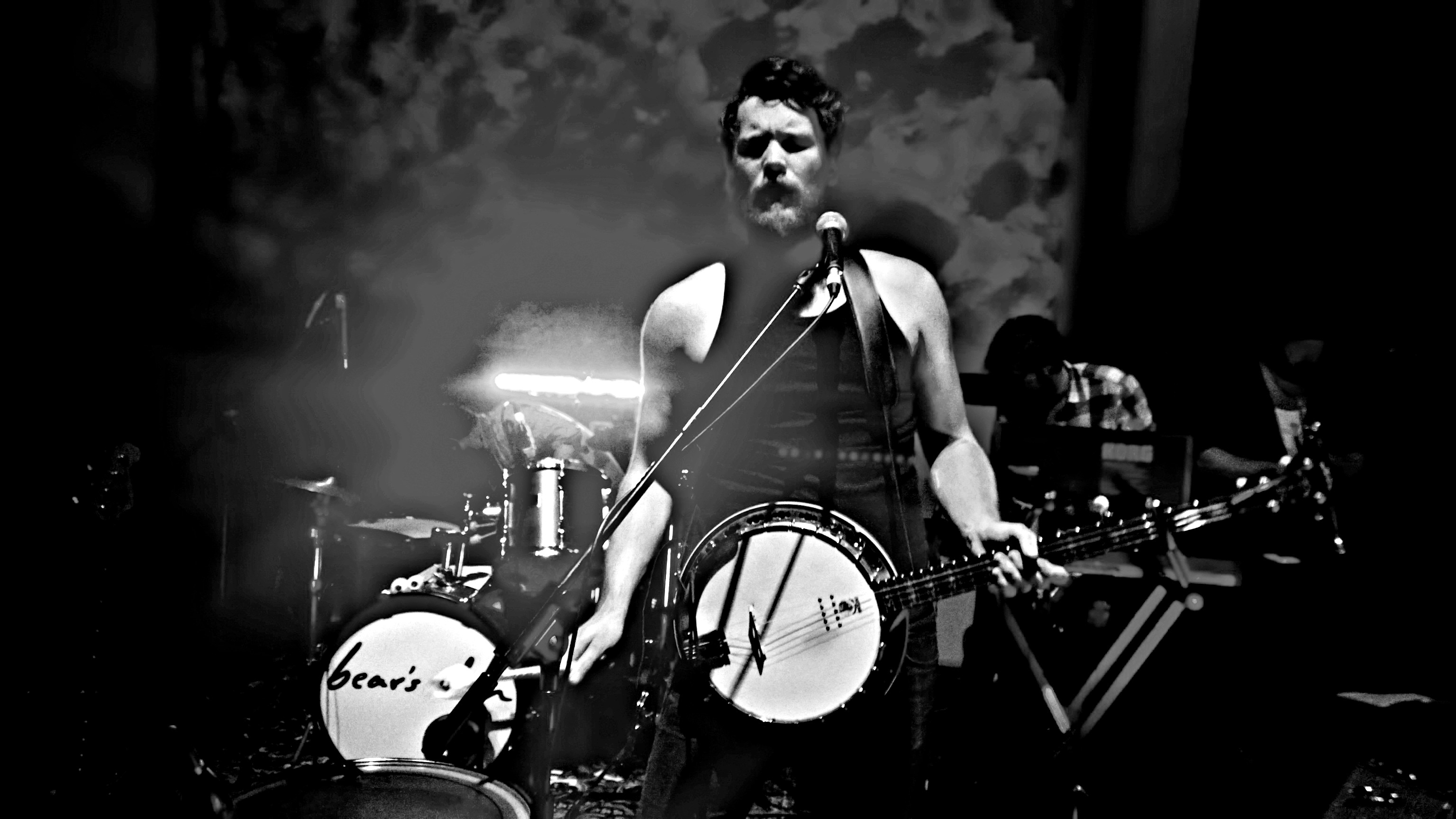
Joey Haynes (Thành viên cũ trong 2012-2016)

## Lịch sử

### 2012–2014: Thành lập và những năm đầu hoạt động
Ban nhạc đã có chuyến lưu diễn đầu tiên ở Hoa Kỳ trong Volkswagen Campervans cùng với Ben Howard, Nathaniel Rateliff và The Staves, là chủ đề của một bộ phim tài liệu năm 2014, "Austin to Boston" của James Marcus Haney, được công chiếu tại Liên hoan phim BFI London lần thứ 58.
Kể từ đó, ban nhạc đã lưu diễn ở Hoa Kỳ nhiều lần, để hỗ trợ cho Mumford & Sons and D daughter và vai trò nghệ sĩ mở đầu buổi diễn. Họ cũng đã đi lưu diễn ở Vương quốc Anh hỗ trợ các nàng tiên khói vào năm 2012  và Úc để hỗ trợ Matt Corby vào tháng 10 năm 2013.
Vào tháng 6 năm 2014, ban nhạc đã nhận được giải thưởng Deezer trị giá 2.500 bảng từ PRS cho Music Foundation.

### 2014–2016:Islands
Vào ngày 20 tháng 10 năm 2014, ban nhạc đã phát hành album đầu tay Islands thông qua Communion Records, hãng đĩa được thành lập vào năm 2006 bởi thành viên của Bear's Den, Kevin Jones cùng với Ben Lovett của Mumford & Sons và nhà sản xuất nhạc Ian Grimble.
Album có mặt ở UK Official Charts trong 10 tuần, với thứ hạng cao nhất là vị trí 49. Islands đạt vị trí thứ 7 trong bảng UK Americana Chart chính thức đầu tiên, và nằm ở vị trí thứ 9 trong những album Americana bán chạy nhất của năm 2015.
Vào tháng 3 năm 2015, ca khúc "Above the Clouds of Pompeii" của họ đã được đề cử  cho giải thưởng Ivor Novello cho "Bài hát hay nhất về mặt âm nhạc và lời nhạc".
Vào tháng 10 năm 2015, Islands được tái phát hành dưới dạng phiên bản deluxe bao gồm 1 đĩa live CD.
Vào năm 2015, ban nhạc đã bán hết vé tour diễn rộng khắp Vương quốc Anh, Châu Âu và Hoa Kỳ, bao gồm cả Roundhouse của London. Họ cũng biểu diễn tại các lễ hội quốc tế bao gồm Reading và Leeds, Glastonbury Festival, Lollapalooza, Citadel, Bologault, NOS Alive, BBK, Squamish, Pukkelpop, Lowlands, Bonnaroo và Dockville.
Vào ngày 4 tháng 2 năm 2016, Joey Haynes đã xác nhận rời ban nhạc thông qua Facebook để dành nhiều thời gian hơn cho gia đình và bạn bè.
Buổi diễn đầu tiên của Bear's Den với 2 người là một tiết mục đặc biệt của đêm hội Communion, diễn ra tại Notting Hill Arts Club vào ngày 3/4/2016. Sau đó, ban nhạc đã có một chuyến lưu diễn ngắn ở châu Âu.
Vào ngày 14 tháng 10 năm 2016, chỉ chưa đầy 2 năm kể từ ngày phát hành, Islands đã được chứng nhận Bạc bởi Công nghiệp ghi âm Anh (BPI), công nhận album đã bán 60.000 doanh số.

### 2016–2019:Red Earth & Pouring Rain
Vào ngày 4 tháng 4 năm 2016, ban nhạc đã phát hành một đoạn trailer về album mới của họ. Red Earth & Pouring Rain được phát hành vào ngày 22 tháng 7. Họ cũng đã công bố một chuyến đi châu Âu cho mùa thu 2016, bao gồm show diễn lớn nhất của họ cho đến nay tại Học viện Brixton.

### 2019–nay:So that you might hear me
Tháng 1/2019, ban nhạc đã có thay đổi trên các trang mạng xã hội sau gần 3 năm, và một trang web cũng được gửi đến những người theo dõi của họ, với tên gọi "So that you might hear me", một tiêu đề tiềm năng cho album mới. 4 ngày sau, họ đã tiết lộ rằng album thứ ba của họ, có tiêu đề thực sự "So that you might hear me", sẽ được phát hành vào ngày 26 tháng 4 năm 2019.  Họ cũng đã phát hành hai đĩa đơn vào ngày hôm sau; "Blankets of Sorrow" và "Fuel On The Fire". Vào ngày 4/3, họ đã phát hành đĩa đơn thứ ba từ album mới, "Laurel Wreath".  Vào ngày 12/2/2019, họ đã thông báo về việc sản xuất một podcast cùng tên với album mới. Được dẫn dắt bởi Daniel Carissimi, podcast giúp người nghe khám phá từng ca khúc của album mới trong từng tập, thông qua cuộc phỏng vấn với Davie và Jones. Vào tháng 8 năm 2019, ban nhạc bắt đầu chuyến lưu diễn Highlands and Islands ở Scotland, đến những nơi như Stornaway, Aviemore, Banchory và Dunkeld. Chuyến lưu diễn tối giản thành bản acoustic và có thêm Christof van der ven và Marcus Hamblett tham gia trên sân khấu.

## Danh sách đĩa hát

### Album phòng thu
| Title                     | Details | Peak chart positions | Peak chart positions | Peak chart positions | Peak chart positions | Peak chart positions | Peak chart positions | Certification |
| Title                     | Details | UK                   | BEL(Fl)              | GER                  | IRE                  | NLD                  | SWI                  | Certification |
| ------------------------- | --- | -------------------- | -------------------- | -------------------- | -------------------- | -------------------- | -------------------- | ------------- |
| Islands                   | - Released: ngày 20 tháng 10 năm 2014 - Label: Communion - Formats: Digital download, CD vinyl 2 x 10" vinyl | 49                   | 16                   | —                    | —                    | 29                   | —                    | - BPI: Silver |
| Red Earth & Pouring Rain  | - Released: ngày 22 tháng 7 năm 2016 - Label: Communion - Formats: Digital download, CD, vinyl               | 6                    | 9                    | 26                   | 61                   | 5                    | 53                   |               |
| So that you might hear me | - Released: ngày 26 tháng 4 năm 2019 - Label: Communion - Formats: Digital download, CD, vinyl               | 13                   | 4                    | 40                   | —                    | 7                    | 63                   |               |

### EP
- EP (2012)
- Agape (2013)
- Without/Within (2013)
- Elysium (2014)
- Only Son of The Falling Snow (2019)
- Christmas, Hopefully (2020)

### Đĩa đơn
- "Agape" (2013)
- "Writing on the Wall" (2013)
- "Above the Clouds of Pompeii" (2014)
- "Think of England" (2015)
- "Auld Wives" (2016)
- "Emeralds" (2016)
- "Dew on the Vine" (2016)
- "Berlin" (2016)
- "Fuel on the Fire" (2019)
- "Blankets of Sorrow" (2019)
- "Laurel Wreath" (2019)
- "Crow" (2019)

#### Đĩa đơn quảng cáo
- "Elysium" (2014)